# Mistrzostwa Świata w Strzelectwie 1975 (ruchoma tarcza i rzutki)
Mistrzostwa Świata w Strzelectwie 1975 (ruchoma tarcza i rzutki) – czwarte mistrzostwa świata w strzelaniu tylko do ruchomych tarcz i rzutków. Rozegrano je w zachodnioniemieckim Monachium. 
Przeprowadzono wówczas sześć konkurencji dla mężczyzn i cztery dla kobiet. Ponownie najlepsi byli reprezentanci ZSRR, którzy wygrali 6 spośród 10 konkurencji. Reprezentanci Polski zdobyli dwa srebrne medale.

## Klasyfikacja medalowa
Gospodarze mistrzostw
| Pozycja | Kraj              | Złoto | Srebro | Brąz | Łącznie |
| ------- | ----------------- | ----- | ------ | ---- | ------- |
| 1       | ZSRR              | 6     | 1      | 1    | 8       |
| 2       | Kanada            | 2     | 1      | 0    | 3       |
| 3       | Stany Zjednoczone | 1     | 0      | 2    | 3       |
| 4       | NRD               | 1     | 0      | 0    | 1       |
| 5       | RFN               | 0     | 2      | 3    | 5       |
| 6       | Belgia            | 0     | 2      | 0    | 2       |
| 6       | Polska            | 0     | 2      | 0    | 2       |
| 8       | Holandia          | 0     | 1      | 0    | 1       |
| 8       | Kolumbia          | 0     | 1      | 0    | 1       |
| 8       | Węgry             | 0     | 1      | 0    | 1       |
| 11      | Dania             | 0     | 0      | 1    | 1       |
| 11      | Hiszpania         | 0     | 0      | 1    | 1       |
| 11      | Włochy            | 0     | 0      | 1    | 1       |

## Wyniki

### Mężczyźni
| Konkurencja                     | Złoto                                                                                 | Wynik     | Srebro                                                                                  | Wynik     | Brąz                                                                                  | Wynik                        |
| Strzelanie do ruchomej tarczy   |                                                                                       |           |                                                                                         |           |                                                                                       |                              |
| Ruchoma tarcza, 50 m            | Walerij Postojanow                                                                    | 577 pkt.  | Helmut Bellingrodt                                                                      | 571 pkt.  | Giovanni Mezzani                                                                      | 569 pkt.                     |
| Ruchoma tarcza, 50 m, drużynowo | ZSRR · Aleksandr Kiediarow · Mati Jigi · Walerij Postojanow · Jakiw Żełezniak         | 1520 pkt. | Węgry · Tibor Bodnár · József Madai · Gyula Szabó · János Szekeres                      | 1478 pkt. | RFN · Günther Danne · Wolfgang Hamberger · Thomas Lederer · Christoph-Michael Zeisner | 1477 pkt.                    |
| Strzelanie do rzutków           |                                                                                       |           |                                                                                         |           |                                                                                       |                              |
| Skeet                           | Jurij Curanow                                                                         | 197 pkt.  | Wiesław Gawlikowski Eric Swinkels                                                       | 197 pkt.  | Przyznano dwa srebrne medale                                                          | Przyznano dwa srebrne medale |
| Skeet, drużynowo                | NRD · Michael Buchheim · Bernhard Hochwald · Wolfgang Klaus · Klaus Reschke           | 386 pkt.  | Polska · Wiesław Gawlikowski · Piotr Nowakowski · Andrzej Socharski · Jerzy Trzaskowski | 384 pkt.  | Dania · Leo Christensen · Ole Justesen · Poul Steffensen · Hans Kjeld Rasmussen       | 382 pkt.                     |
| Trap                            | John Primrose                                                                         | 197 pkt.  | Aleksandr Alipow                                                                        | 193 pkt.  | Charvin Dixon                                                                         | 193 pkt.                     |
| Trap, drużynowo                 | Stany Zjednoczone · Daniel Carlisle · Charvin Dixon · Donald Haldeman · Walter Zobell | 388 pkt.  | Kanada · Larry Ivanny · James Platz · John Primrose · Edward Wladichuk                  | 386 pkt.  | Hiszpania · Esteban Azcue · Jaime Bladas · Ricardo Sancho · Eladio Vallduvi           | 380 pkt.                     |

### Kobiety
| Konkurencja           | Złoto                                                                | Wynik    | Srebro                                                         | Wynik    | Brąz                                                                      | Wynik    |
| Strzelanie do rzutków |                                                                      |          |                                                                |          |                                                                           |          |
| Skeet                 | Łarisa Gurwicz                                                       | 191 pkt. | Pinky Le Grelle                                                | 189 pkt. | Ruth Jordan                                                               | 188 pkt. |
| Skeet, drużynowo      | ZSRR · Łarisa Gurwicz · Piełagieja Koniejewa · Walentina Zakordoniec | 272 pkt. | Belgia · Anne Marie Fontaine · Pinky Le Grelle · Odette Michel | 268 pkt. | RFN · Saskia Brixner · Ruth Jordan · Claudia von Kanitz                   | 265 pkt. |
| Trap                  | Susan Nattrass                                                       | 188 pkt. | Elisabeth von Soden                                            | 179 pkt. | Natalia Ukołowa                                                           | 178 pkt. |
| Trap, drużynowo       | ZSRR · Walentina Gierasinia · Julia Klekowa · Natalia Ukołowa        | 267 pkt. | RFN · Marlene Caspary · Beate Roselius · Elisabeth von Soden   | 257 pkt. | Stany Zjednoczone · Audrey Grosch · Kathleen Sedlecky · Frances Strodtman | 254 pkt. |